# 萧耀堂
萧耀堂（1932年12月—2023年1月3日），男，广东兴宁人，中华人民共和国政治人物，曾任第六、第七届广东省政协副主席，第七、八届全国政协委员以及省委统战部原部长。

## 生平

#### 经历[4]
萧耀堂1949年9月参加革命工作，1953年5月加入中国共产党。
1949年9月至1965年6月，先后任兴宁县坭陂区区中队队员，陂西乡政府干事、乡长，坭陂区委办公室主任、副区长、区长、区委副书记，罗浮区委第一副书记、代书记，平远县长热公社党委书记、紫金县蓝塘公社党委书记，紫金县委宣传部副部长。
1965年6月至1974年2月，先后任惠东县委副书记兼监委书记，县革委会副主任、主任，县委书记。然后到1985年6月，先后任惠阳地委常委，宣传部部长、农村部部长，地区革委会副主任，行署常务副专员，地委副书记。
1985年6月至1988年2月，任广东省委统战部副部长，省政协秘书长、党组副书记。然后到1991年3月，任广东省委统战部部长，省政协秘书长、党组副书记。
1991年3月至1994年2月，任广东省政协副主席、党组副书记，省委统战部部长。1994年2月至2002年4月，任广东省政协副主席、党组副书记，省委统战部部长，省社会主义学院院长、党组书记。

#### 退休
其本人于2002年4月离休；2019年10月起，享受按省（部）长级标准报销医疗费待遇。
2023年1月3日17时50分，因病医治无效，在广州逝世，享年91岁。
2023年1月8日，其遗体在广州火化。